# Orgel der Basilika in Leżajsk

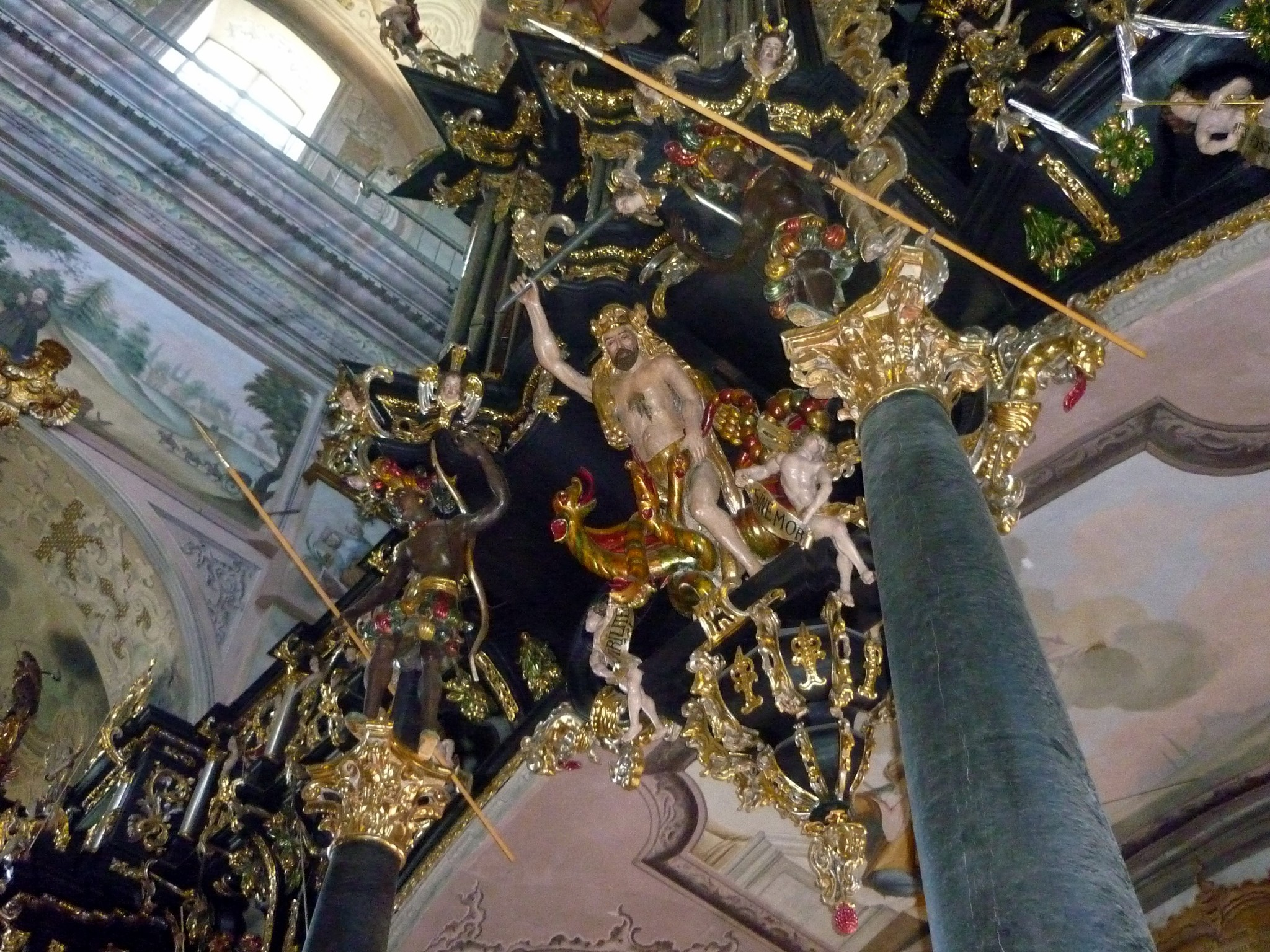
Blick auf das Rückpositiv

Die Orgel der Basilika in Leżajsk ist eine barocke Orgel aus dem 17. Jahrhundert in Leżajsk im Südosten Polens und gilt als eine der schönsten und mit über 6000 Pfeifen größten Orgeln Europas.

## Geschichte
Die Basilika Mariä Verkündigung (poln.: Bazylika Zwiastowania Najświętszej Maryi Panny) wurde 1618–1628 erbaut. Der Bau der Orgel wurde in der zweiten Hälfte des 17. Jahrhunderts durch den Orgelbauer Stanisław Studziński aus Przeworsk begonnen und durch die Familie Potocki finanziell gefördert. Nach seinem Scheitern wurde die gesamte Struktur durch den polnischen Orgelbauer Jan Głowiński aus Krakau zwischen 1680 und 1693 überarbeitet.
In den Jahren 1903 bis 1905 erfolgte eine Umdisponierung im romantischen Stil durch Alexander Zebrowski und von 1965 bis 1968 eine Restaurierung durch Robert Polcyn, die eine Rückführung auf den barocken Klang zum Ziel hatte. Eine weitere Renovierung durch die französische Orgelbauwerkstatt Manufacture Provençale d’Orgues, die den ursprünglichen klanglichen und baulichen Zustand wiederherstellte, schloss sich 2000 bis 2003  an.

## Besonderheiten
Die Orgel verfügt über 40 Register mit 72 Pfeifenreihen auf drei Manualen und Pedal. 39 Pfeifenreihen sind den gemischten Stimmen zuzurechnen, darunter eine sieben- bis zehnfache polnische Zimbel, die auf Fußtonhöhen von 1⁄5′, 1⁄6′, 1⁄7′ und 1⁄8′ erklingt. Die Orgel verfügt als Seltenheit im 17. Jahrhundert über ein offenes 32-Fuß-Register im Pedal, dessen längste und gleichzeitig tiefste Pfeife fast zehn Meter lang ist.
Das gesamte Instrument verteilt sich mit den verschiedenen Teilwerken im Kirchenschiff auch an den Säulen und misst 15 Meter Höhe und 7,5 Meter Breite. Seitlich über den Gängen zwischen dem Rückpositiv und dem Hauptwerkgehäuse sind zwei weitere Positive angebracht, die optisch die Emporenbrüstung krönen. Die Orgel hat eine mechanische Traktur, was bei der Distanz der unterschiedlichen Werke vor große Herausforderungen stellt und durch eine herausragende handwerkliche Leistung bewerkstelligt wurde. Spezielle Effekte wie die Nebenregister Pauke und Vogel sind separiert an den Säulen des Hauptganges angebracht.
Unabhängig von der großen Orgel befinden sich in der Basilika eine zweite zweimanualige Orgel mit 21 Registern und eine einmanualige Orgel mit 13 Registern. Auf diese Weise wurde ein monumentaler Orgelkomplex geschaffen, den drei Organisten an verschiedenen Spieltischen gleichzeitig bespielen können.

## Disposition
| I Manual C–f3        |       |
| Pryncypał            | 16′   |
| Praestant            | 8′    |
| Flet major           | 8′    |
| Gemshorn             | 8′    |
| Octava               | 4′    |
| Flet minor           | 4′    |
| Quinta               | 2 ⁄3′ |
| Superoctava          | 2′    |
| Octavin              | 1′    |
| Cornet III–IV        |       |
| Mixtura major V–VI   |       |
| Mixtura minor III–IV |       |
| Cymbel VII–X         |       |
| Trompet              | 8′    |

| II Manual C–f3  |    |
| Pryncypał       | 8′ |
| Salicet         | 8′ |
| Flet bambusowy  | 8′ |
| Octava          | 4′ |
| Flet bambusowy  | 4′ |
| Flauto          | 2′ |
| Sesquialtera II |    |
| Mixtura IV      |    |
| Dulcian         | 8′ |
| Tremolo         |    |

| III Manual C–f3 |       |
| Bourdon         | 8′    |
| Quintadena      | 8′    |
| Gemshorn        | 4′    |
| Pryncypał       | 2′    |
| Quinta          | 1 ⁄3′ |
| Acuta III–V     |       |
| Vox humana      | 8′    |

| Pedal C–d1   |     |
| Subcontrabas | 32′ |
| Pryncypałbas | 16′ |
| Violonbas    | 16′ |
| Subbas       | 16′ |
| Pryncypał    | 8′  |
| Fletbas      | 8′  |
| Pryncypał    | 4′  |
| Mixturbas IV |     |
| Bombardon    | 16′ |
| Trompet      | 8′  |

- Koppeln: II/I, III/I, III/II, I/P, II/P, III/P
- Nebenregister: Orzeł, Horribile, Bęben, Ptaszki, Kukułka
- Spielhilfen: Forte, Tutti, Crescendo (III)